# Stanislau Konrad
Stanislau Konrad (23 d'octubre de 1913 - 2 de febrer de 2000) fou un futbolista romanès. Va formar part de l'equip romanès a la Copa del Món de 1934.